# Петус (Тексас)
Петус (енгл. Pettus) насељено је место без административног статуса у америчкој савезној држави Тексас.

## Демографија
По попису из 2010. године број становника је 558, што је 50 (-8,2%) становника мање него 2000. године.
| Група             | 2000.       | 2010.       |
| Белци             | 275 (45,2%) | 253 (45,3%) |
| Афроамериканци    | 0 (0,0%)    | 3 (0,5%)    |
| Азијати           | 0 (0,0%)    | 1 (0,2%)    |
| Хиспаноамериканци | 329 (54,1%) | 288 (51,6%) |
| Укупно            | 608         | 558         |